# Gongadipura, Chik Ballapur
Gongadipura là một làng thuộc tehsil Chik Ballapur, huyện Kolar, bang Karnataka, Ấn Độ.